# Голек при Виници
Голек при Виници (словен. Golek pri Vinici) је насељено место у општини Чрномељ, регија Југоисточна Словенија, Словенија.

## Историја
До територијалне реорганизације у Словенији био је у саставу старе општине Чрномељ.

## Становништво
У попису становништва из 2011. године, Голек при Виници је имао 61 становника.
| Број становника према пописима | Број становника према пописима | Број становника према пописима |
| ------------------------------ | ------------------------------ | ------------------------------ |
| 1991                           | 2002                           | 2011                           |
| 63                             | 53                             | 61                             |

Напомена: Године 2001. дошло је до мале размене територије између насеља Голек при Виници и Огулин, а 2015. године између насеља Голек при Виници и Виница.